# آرینا چاروپا
آرینا چاروپا (به انگلیسی: Arina Charopa) ژیمناست زادهٔ ۱۸ اکتبر ۱۹۹۵ میلادی اهل کشور بلاروس است.